# Melton City
Koordinaten: 37° 41′ S, 144° 35′ O

Melton City ist ein lokales Verwaltungsgebiet (LGA) im australischen Bundesstaat Victoria. Melton gehört zur Outer Metropolitan Area von Melbourne, dem äußeren Großstadtgebiet der Hauptstadt Victorias. Das Gebiet ist 528 km² groß und hat etwa 135.000 Einwohner.
Melton liegt 22 bis 47 km vom Stadtzentrum entfernt am Westende von Melbourne und enthält 16 Stadtteile und Ortschaften: Burnside, Caroline Springs, Hillside, Brookfield, Kurunjang, Melton, Melton South, Melton West, Plumpton, Ravenhall, Rockbank, Taylors Hill, Toolern Vale und Teile von Diggers Rest, Mount Cottrell und Truganina. Der Sitz des City Councils befindet sich in der Stadt Melton in der Westhälfte der City.
Zuerst ließen sich nur Schafzüchter in der Region nieder, mit dem Goldrausch von 1851 entstand aber in Melton eine größere Siedlung, die als Versorgungs- und Durchgangsstation zwischen Melbourne und den westlichen Goldfeldern um Ballarat diente.
Die City ist bis auf das südöstliche Randgebiet zu Brimbank City um Caroline Springs und Hillside und die Stadt Melton weitgehend dünn besiedeltes freies Land. Obwohl die City zum Bereich Greater Melbourne gehört, ist Melton seit 1974 offiziell eine eigenständige Satellitenstadt mit über 32.000 Einwohnern. Zur Stadt gehören die Stadtteile Brookfield, Kurunjang, Melton, Melton South und Melton West. Bis 2012 war Melton ein Shire und erhielt dann Stadtstatus.
Im Stadtteil Diggers Rest fand 1910 der erste offizielle Motorflug in Australien statt. Pilot war der berühmte Entfesslungskünstler Harry Houdini, der auch ein leidenschaftlicher Flieger war.

## Verwaltung
Der Melton City Council hat sieben Mitglieder, die von den Bewohnern der sieben Wards gewählt werden. Diese sieben Bezirke (Cambridge, Cochrane, Courthouse, Pennyroyal, Reservoir, Sugargum und Watts) sind unabhängig von den Stadtteilen festgelegt. Aus dem Kreis der Councillor rekrutiert sich auch der Mayor (Bürgermeister) des Councils.